# Cappella Sansevero

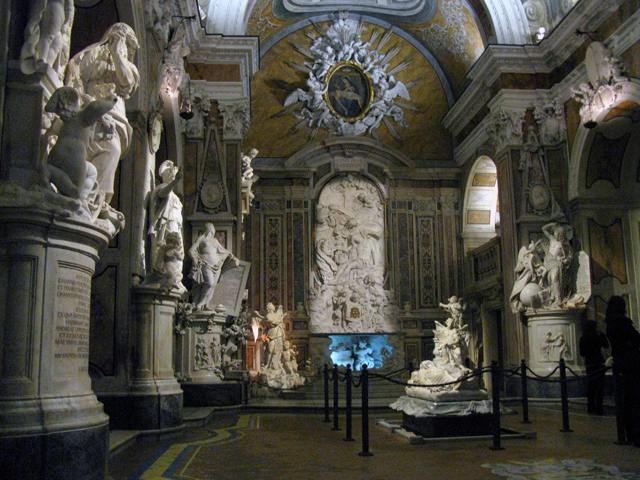
Overzichtsbeeld van het interieur

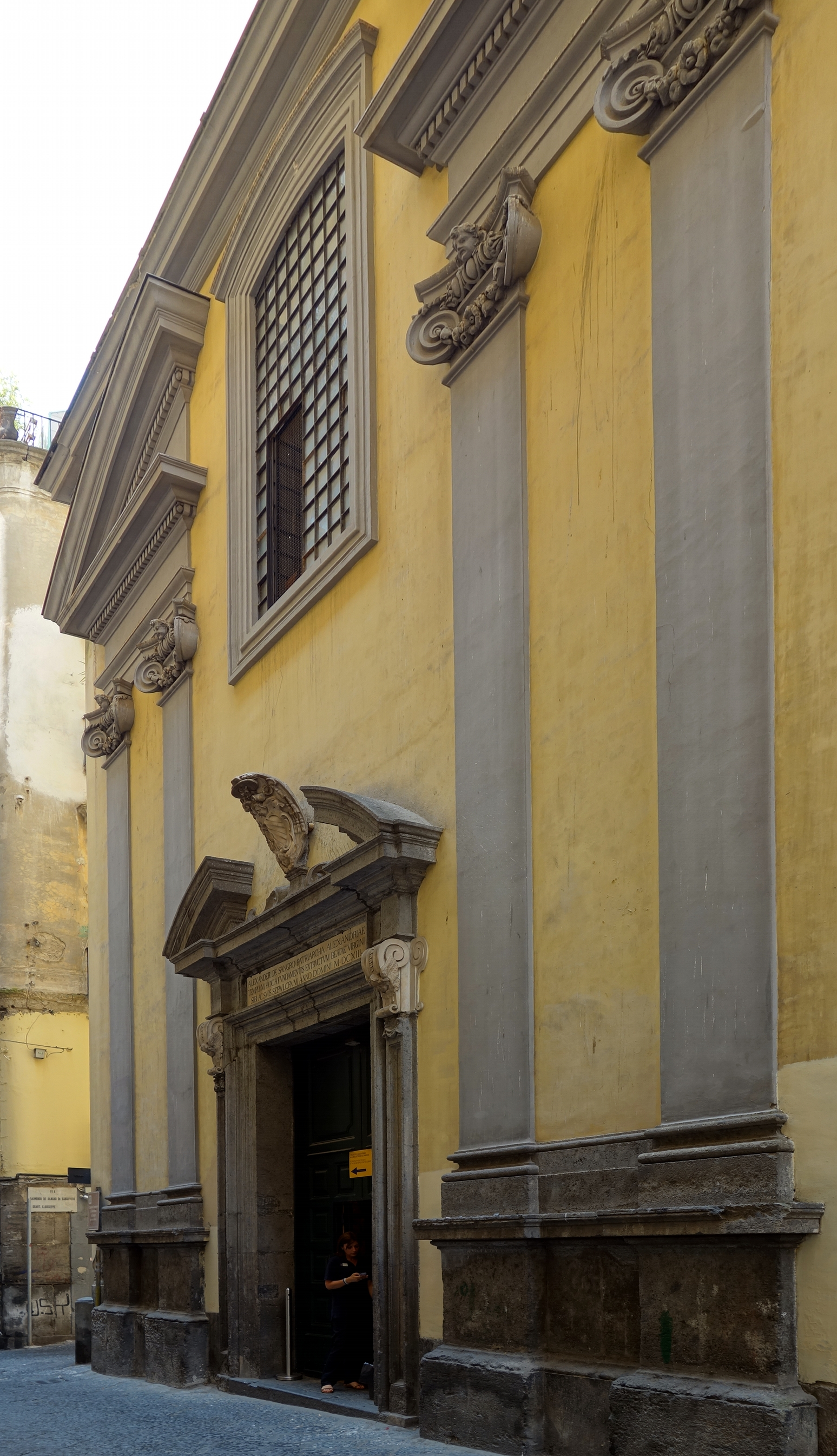
Hoofdingang

De Cappella Sansevero is de voormalige familiekapel van de prinsen van San Severo en tegenwoordig een van de meest bezochte musea in Napels. De aankleding en het dertigtal kunstwerken binnenin getuigen van de Napolitaanse barok, een 18e-eeuwse stijl verwant met rococo en Oostenrijkse barok. Er is werk te zien van leidende Italiaanse kunstenaars uit die periode. Het geheel draagt vooral de stempel van de excentrieke prins Raimondo di Sangro.
Vooral sinds de 21e eeuw trekt de als museum ingerichte kapel lange wachtrijen bezoekers. Fotograferen is er verboden.

## Naam
Het gebouw is nog steeds een geconsacreerde kerk, de Chiesa di Santa Maria della Pietà, naar de geschilderde pietà in het medaillon boven het hoofdaltaar. Liefkozend spreekt men ook over de Pietatella, minstens sinds 1623. De exploitatievennootschap heet Museo Cappella Sansevero.

## Situering
Het gebedshuis ligt in de Via Francesco de Sanctis tegenover het Palazzo di Sangro van de prinselijke familie. De luchtbrug die de beide gebouwen verbond is in 1888 door waterinfiltratie ingestort.

## Geschiedenis
De bouw ving aan rond 1590. Als dank voor genezing liet hertog Giovan Francesco di Sangro een privékapel optrekken. Recent is geopperd dat zijn vrouw Adriana Carafa della Spina achter de stichting zou zitten, om genade af te smeken voor haar zoon Fabrizio, die in dat jaar met zijn overspelige geliefde het slachtoffer was geworden van een passionele moord. De zoon en opvolger van de hertog, Alessandro, liet het gebedshuis uitbreiden tot een grafkapel die alle leden van zijn geslacht zou kunnen ontvangen, zoals aangegeven in de gedenksteen uit 1613 boven de ingang.
De inrichting van de kapel werd beslissend bepaald door een tweede bouwfase die aanving in 1749 onder prins Raimondo di Sangro. Deze geleerde vrijmetselaar ontwierp een totaalconcept waarin kunst en natuurkunde hand in hand gingen. Het artistiek programma stond bol van theologisch-spirituele symboliek. Voor de beeldhouwwerken liet hij de beroemde Antonio Corradini overkomen uit Venetië. De man was al op leeftijd en stierf in 1754, twee afgewerkte beelden nalatend en meer dan 36 bozzetti. Voor zijn opvolging nam de prins Francesco Queirolo uit Genua in dienst, zoals Corradini had aanbevolen. De Gesluierde Christus vertrouwde hij toe aan de jonge Giuseppe Sanmartino, die de techniek van het drapé mouillé moest toepassen, waarmee Corradini's Pudicizia de prins had verrukt. Het resultaat maakte opnieuw grote indruk, maar Queirolo toonde met zijn Disinganno dat hij in virtuositeit niet voor hem hoefde onder te doen.

## Kunstwerken

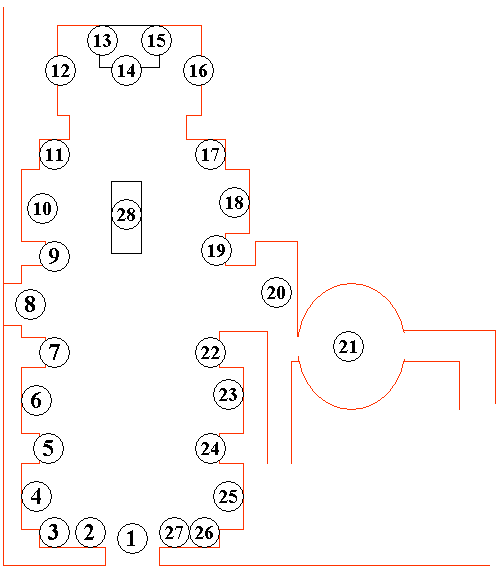

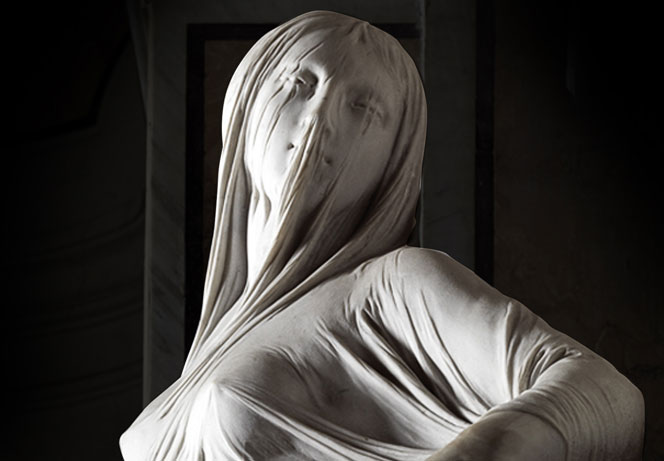
De Pudeur/Gesluierde Waarheid van Antonio Corradini

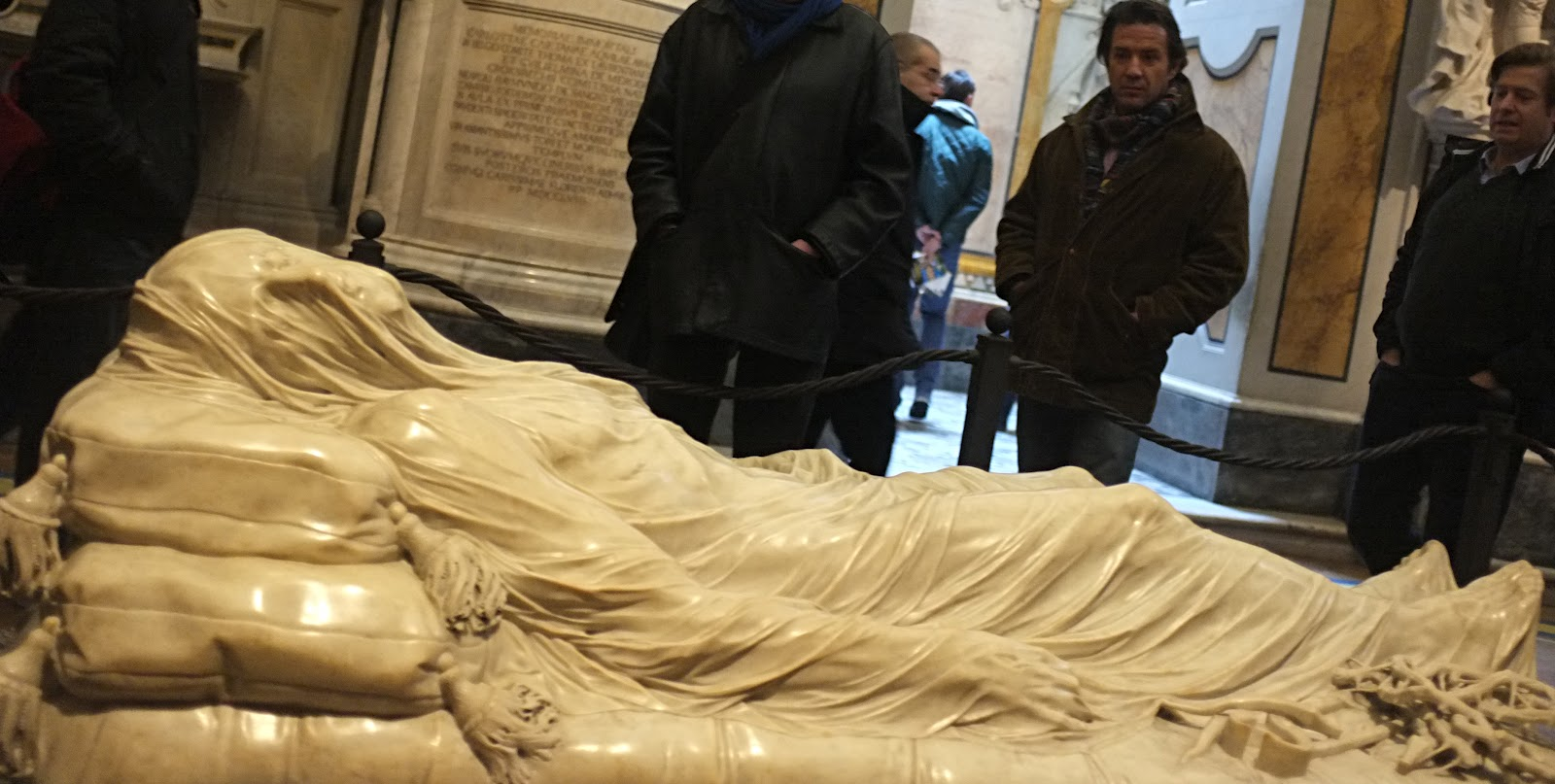
Gesluierde Christus van Giuseppe Sanmartino

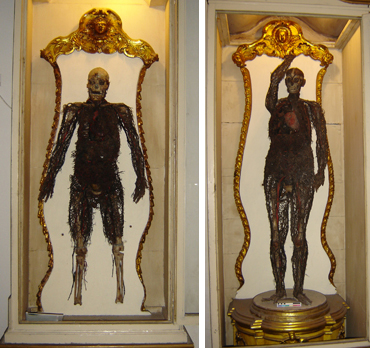
De twee macchine anatomiche

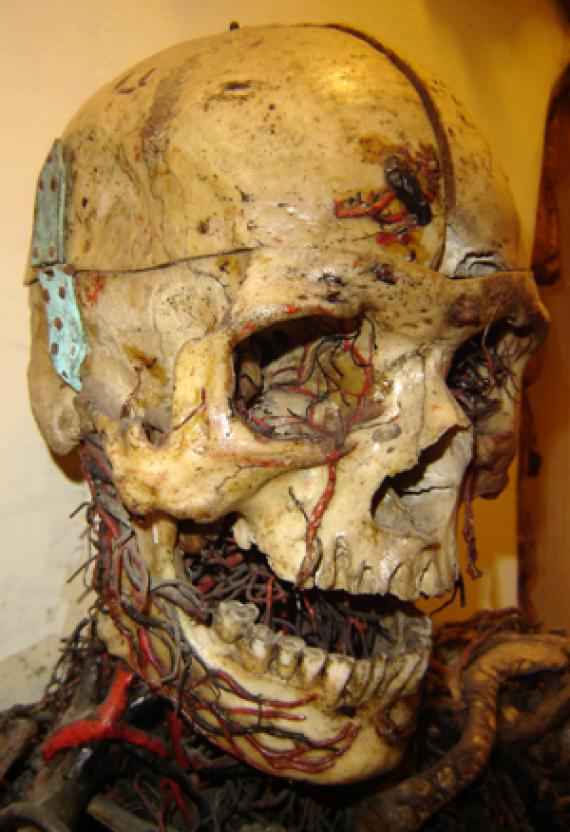
Detail van een anatomisch model

De reusachtige plafondschildering van Francesco Maria Russo (1749) stelt de Glorie van het Paradijs voor. Voorts zijn er te zien (met de klok mee vanaf de ingang):
1. Monument aan Cecco de' Sangro, door Francesco Celebrano (1766)
Deze sculptuur boven de deur herinnert eraan hoe Cecco in dienst van koning Filips II van Spanje het fort van Amiens nam na zich twee dagen in een kist te hebben verscholen. Hier klimt hij waakzaam en strijdlustig uit een sarcofaag, omringd door een adelaar en twee griffioenen.
2. Monument aan Giovan Francesco Paolo de' Sangro, derde prins van Sansevero, door Antonio Corradini (1751-52)
Engel naast een gedenksteen, voorstellende de Treurnis (La Mestizia).
3. Standbeeld Het Decorum (Il Decoro), door Antonio Corradini (1751-52)
4. Monument aan Paolo de' Sangro, vierde prins van Sansevero, door Bernardino Landini en Giulio Mencaglia
5. Standbeeld De Vrijgevigheid (La Liberalità), door Francesco Queirolo
6. Monument aan hertog Giovan Francesco Paolo de' Sangro, door Giacomo Lazzari
7. Standbeeld De godsdienstijver (Lo zelo della religione), door Fortunato Onelli
8. Portret van Vincenzo de' Sangro, achtste prins van Sansevero, door Carlo Amalfi (ca. 1770-80)
9. Standbeeld De zoetheid van het echtelijk juk (La soavità del giogo maritale), door Paolo Persico
10. Sint-Rosalia-altaar, door Francesco Queirolo
11. De Pudeur/Gesluierde Waarheid (La Pudicizia), door Antonio Corradini
12. Buste van kardinaal Alessandro de' Sangro, door een onbekend kunstenaar
13. Standbeeld van een Engel, door Paolo Persico
14. Hoofdaltaar met Kruisafneming, door Francesco Celebrano, en medaillon met Pietà
15. Standbeeld van een Engel, door Paolo Persico
16. Tribune (een zogenaamd coretto, koortje, om discreet de mis te volgen)
17. Standbeeld Bevrijding van Bedrog (Il Disinganno), door Francesco Queirolo (1753-54)[2]
Met bijstand van een Bijbel en een gevleugeld genie (dat de vlam van het menselijk intellect draagt) ontworstelt een man zich aan het net der zonde. Raimondo de' Sangro droeg dit werk op aan zijn vader, die zich na een losbandig leven in een klooster terugtrok.
18. Sint-Odorisio-altaar, door Francesco Queirolo
19. Standbeeld De Oprechtheid (La Sincerità), door Francesco Queirolo
20. Cenotaaf van Raimondo Maria de' Sangro, zevende prins van Sansevero, door Francesco Maria Russo (1759)
Ernaast: Graf van en gedenksteen aan Ferdinando de' Sangro
21. Crypte met anatomische modellen en Madonnaschilderij van Giuseppe Pesce
22. Standbeeld De beheersing van zijn innerlijk (Il Dominio di sé stessi), door Francesco Celebrano (1767)
Een Romeinse krijgsman die een leeuw aan de ketting houdt, staat symbool voor controle over de hartstochten.
23. Monument aan Paolo de' Sangro, zesde prins van Sansevero, door Antonio Corradini
24. Standbeeld De Opvoeding (L'Educazione), door Francesco Queirolo
25. Monument aan Paolo de' Sangro, tweede prins van Sansevero, door Giorgio Marmorano en Giacomo Lazzari
26. Standbeeld Goddelijke Liefde (Amor Divino), door een onbekend kunstenaar (19e eeuw)
27. Monument aan Giovan Francesco de' Sangro, vijfde prins van Sansevero, door Francesco Celebrano (1756)
Contemplatieve engel op een gedenksteen.
28. Standbeeld Gesluierde Christus (Cristo velado), door Giuseppe Sanmartino (1753)
Centraal staat het meesterwerk dat de Napolitaan Sanmartino op jonge leeftijd uit één blok marmer hieuw.

## Anatomische modellen
De macchine anatomiche in de crypte zijn rond 1760 gemaakt door de anatoom Giuseppe Salerno. Rond de skeletten van een man en een zwangere vrouw bracht hij aders en slagaders aan (resp. blauw en rood), gemaakt van ijzerdraad, bijenwas en zijde. Lang heerste de overtuiging dat Raimondo di Sangro ze zelf had gemaakt door een vroege toepassing van plastinatie, waarbij hij in levende mensen een stof zou hebben ingespoten die hun aders deed uitharden.

## Voetnoten
1. ↑  Beatrice Cecaro, Madre di Pietà. Amore e Morte all'origine della Cappella Sansevero, 2010
2. ↑  Soms vertaald als De Desillusie of De Onttovering, maar dit vat onvoldoende de positieve betekenis (afwerpen van de bedrieglijke, verleidelijke zonde).

- Gemeinsame Normdatei: 7727996-7
- Library of Congress Control Number: n87847586
- Virtual International Authority File: 125584006